# リサ・リナ
リサ・リナ（Lisa Rinna、1963年7月11日 - ）は、アメリカ合衆国の女優である。

## 人物
ヴェロニカ・マーズで夫婦役で共演したハリー・ハムリンとは実際の夫婦である。

## 出演作品

### テレビ
- アプレンティス4 セレブたちのビジネス・バトル
- コミ・カレ!!
- アントラージュ★オレたちのハリウッド
- ヴェロニカ・マーズ（リン・エコールス）
- メルローズ・プレイス（テイラー・マクブライト）

### 映画
- ベイビー・ベイビー 愛のキューピッド
- チャーリー・シーンのミスター・グッド・アドバイス
- ファイナルストーカー
- 地球最終戦争ロボット・ウォーズ（アニー）
- 悪魔の帝国/シンジケート・ブレイク